# Ouled Kihal
Ouled Kihal là một đô thị thuộc tỉnh Aïn Témouchent, Algérie. Dân số thời điểm năm 2002 là 3.064 người.